# Sam tar över
Sam tar över är en svensk TV-serie från 2012 på SVT.

## Rollista (i urval)
- Magnus Härenstam – Gunnar
- Sten Elfström – Stig, sophämtare
- Ulla Skoog – Sonja
- Maria Sundbom – Görel, Sams pappas flickvän
- Adrian Salvador – Sam
- Scott Isitt – Palle
- Lea Stojanov – Linda
- Leon Pojen – Ludvig
- Per Svensson – Rektorn
- Christian Hillborg – Janne, idrottslärare
- Anna Blomberg – Arga tanten
- Olle Sarri – Per, Sams pappa
- Annika Ryberg Whittembury – Nadja, Sams mamma
- Siri Neppelberg – Jasmin, Sams storasyster
- Elisabeth Wernesjö – Fröken